# Seznam videoher firmy Rare
Toto je seznam videoher, které vyvinula britská společnost Rare. Hry, jež vyvinul její předchůdce Ultimate Play The Game, nejsou do seznamu zahrnuty. Hry jsou v tabulce řazeny podle roku vydání původní platformy.

## Hry
| Rok  | Název                                               | Platformy                               | Vydavatel                               | Žánr                 | Poznámky                                               | Zdroje               |
| ---- | --------------------------------------------------- | --------------------------------------- | --------------------------------------- | -------------------- | ------------------------------------------------------ | -------------------- |
| 1986 | Vs. Slalom                                          | Nintendo VS. System                     | Nintendo                                | sportovní            |                                                        | [ 1 ]                |
| 1987 | Slalom                                              | Nintendo Entertainment System           | Nintendo                                | sportovní            |                                                        | [ 2 ]                |
| 1987 | Wizards & Warriors                                  | Nintendo Entertainment System           | Acclaim Entertainment                   | plošinovka           |                                                        | [ 3 ]                |
| 1988 | R.C. Pro-Am                                         | Nintendo Entertainment System           | Nintendo                                | závodní              |                                                        | [ 4 ]                |
| 1988 | Jeopardy!                                           | Nintendo Entertainment System           | GameTek                                 | soutěžní             |                                                        | [ 5 ]                |
| 1988 | Wheel of Fortune                                    | Nintendo Entertainment System           | GameTek                                 | soutěžní             |                                                        | [ 6 ]                |
| 1988 | Anticipation                                        | Nintendo Entertainment System           | Nintendo                                | soutěžní             |                                                        | [ 7 ]                |
| 1989 | Sesame Street: 123                                  | Nintendo Entertainment System           | Hi Tech Expressions                     | vzdělávací           |                                                        | [ 8 ]                |
| 1989 | WWF WrestleMania                                    | Nintendo Entertainment System           | Acclaim Entertainment                   | bojová               |                                                        | [ 9 ]                |
| 1989 | John Elway's Quarterback                            | Nintendo Entertainment System           | Tradewest                               | sportovní            |                                                        | [ 10 ]               |
| 1989 | Marble Madness                                      | Nintendo Entertainment System           | Milton Bradley                          | plošinovka, závodní  | Port                                                   | [ 11 ]               |
| 1989 | World Games                                         | Nintendo Entertainment System           | Milton Bradley                          | sportovní            | Port                                                   | [ 12 ]               |
| 1989 | Taboo: The Sixth Sense                              | Nintendo Entertainment System           | Tradewest                               | non-game             |                                                        | [ 13 ]               |
| 1989 | California Games                                    | Nintendo Entertainment System           | Milton Bradley                          | sportovní            | Port                                                   | [ 14 ]               |
| 1989 | Cobra Triangle                                      | Nintendo Entertainment System           | Nintendo                                | akční                |                                                        | [ 15 ]               |
| 1989 | Jordan vs. Bird: One on One                         | Nintendo Entertainment System           | Milton Bradley                          | sportovní            | Port                                                   | [ 16 ]               |
| 1989 | Hollywood Squares                                   | Nintendo Entertainment System           | GameTek                                 | soutěžní             |                                                        | [ 17 ]               |
| 1989 | Sesame Street: ABC                                  | Nintendo Entertainment System           | Hi Tech Expressions                     | vzdělávací           |                                                        | [ 18 ]               |
| 1989 | Who Framed Roger Rabbit                             | Nintendo Entertainment System           | LJN                                     | adventura            |                                                        | [ 19 ]               |
| 1989 | Jeopardy! Junior Edition                            | Nintendo Entertainment System           | GameTek                                 | soutěžní             |                                                        | [ 20 ]               |
| 1989 | Wheel of Fortune: Junior Edition                    | Nintendo Entertainment System           | GameTek                                 | soutěžní             |                                                        | [ 21 ]               |
| 1989 | Ironsword: Wizards & Warriors II                    | Nintendo Entertainment System           | Acclaim Entertainment                   | plošinovka           |                                                        | [ 22 ]               |
| 1989 | Silent Service                                      | Nintendo Entertainment System           | Ultra Games                             | simulátor            | Port                                                   | [ 23 ]               |
| 1990 | Wizards & Warriors X: The Fortress of Fear          | Game Boy                                | Acclaim Entertainment                   | plošinovka           |                                                        | [ 24 ]               |
| 1990 | Wheel of Fortune: Family Edition                    | Nintendo Entertainment System           | GameTek                                 | soutěžní             |                                                        | [ 25 ]               |
| 1990 | Double Dare                                         | Nintendo Entertainment System           | GameTek                                 | soutěžní             | Port                                                   | [ 26 ]               |
| 1990 | Pin Bot                                             | Nintendo Entertainment System           | Nintendo                                | pinball              |                                                        | [ 27 ]               |
| 1990 | Ivan "Ironman" Stewart's Super Off Road             | Nintendo Entertainment System           | Tradewest                               | závodní              | Port                                                   | [ 28 ]               |
| 1990 | Jeopardy! 25th Anniversary Edition                  | Nintendo Entertainment System           | GameTek                                 | soutěžní             |                                                        | [ 29 ]               |
| 1990 | Cabal                                               | Nintendo Entertainment System           | Milton Bradley                          | akční                | Port                                                   | [ 30 ]               |
| 1990 | Captain Skyhawk                                     | Nintendo Entertainment System           | Milton Bradley                          | střílečka            |                                                        | [ 31 ]               |
| 1990 | The Amazing Spider-Man                              | Game Boy                                | LJN (Severní Amerika) Nintendo (Evropa) | beat ’em up          |                                                        | [ 32 ]               |
| 1990 | Snake Rattle 'n' Roll                               | Nintendo Entertainment System           | Nintendo                                | akční                |                                                        | [ 33 ]               |
| 1990 | Snake Rattle 'n' Roll                               | Mega Drive                              | Sega                                    | akční                |                                                        | [ 34 ]               |
| 1990 | Narc                                                | Nintendo Entertainment System           | Acclaim Entertainment                   | střílečka            | Port                                                   | [ 35 ]               |
| 1990 | Time Lord                                           | Nintendo Entertainment System           | Milton Bradley                          | akční                |                                                        | [ 36 ]               |
| 1990 | Solar Jetman: Hunt for the Golden Warpship          | Nintendo Entertainment System           | Tradewest                               | akční                |                                                        | [ 37 ]               |
| 1990 | A Nightmare on Elm Street                           | Nintendo Entertainment System           | LJN                                     | plošinovka           |                                                        | [ 38 ]               |
| 1990 | Super Glove Ball                                    | Nintendo Entertainment System           | Mattel                                  | akční                |                                                        | [ 39 ]               |
| 1990 | Arch Rivals                                         | Nintendo Entertainment System           | Acclaim Entertainment                   | sportovní            | Port                                                   | [ 40 ]               |
| 1990 | WWF WrestleMania Challenge                          | Nintendo Entertainment System           | LJN                                     | bojová               |                                                        | [ 41 ]               |
| 1990 | Digger T. Rock: The Legend of the Lost City         | Nintendo Entertainment System           | Milton Bradley                          | plošinovka           |                                                        | [ 42 ]               |
| 1991 | WWF Superstars                                      | Game Boy                                | LJN                                     | bojová               |                                                        | [ 43 ]               |
| 1991 | Beetlejuice                                         | Nintendo Entertainment System           | LJN                                     | plošinovka           |                                                        | [ 44 ]               |
| 1991 | Sneaky Snakes                                       | Game Boy                                | Tradewest                               | akční                |                                                        | [ 45 ]               |
| 1991 | Battletoads                                         | Game Boy, Nintendo Entertainment System | Tradewest                               | beat ’em up          |                                                        | [ 46 ] [ 47 ]        |
| 1991 | Battletoads                                         | Amiga                                   | Mindscape                               | beat ’em up          |                                                        | [ 48 ]               |
| 1991 | Battletoads                                         | Mega Drive, Sega Game Gear              | Tradewest, Sega                         | beat ’em up          | Hlavním vývojářem se stala společnost Arc System Works | [ 49 ] [ 50 ]        |
| 1991 | High Speed                                          | Nintendo Entertainment System           | Tradewest                               | pinball              |                                                        | [ 51 ]               |
| 1991 | Pirates!                                            | Nintendo Entertainment System           | Ultra Games                             | adventura            | Port                                                   | [ 52 ]               |
| 1991 | Super R.C. Pro-Am                                   | Game Boy                                | Nintendo                                | závodní              |                                                        | [ 53 ]               |
| 1991 | Sesame Street: ABC/123                              | Nintendo Entertainment System           | Hi Tech Expressions                     | vzdělávací           |                                                        | [ 54 ]               |
| 1992 | Beetlejuice                                         | Game Boy                                | LJN                                     | plošinovka           |                                                        | [ 55 ]               |
| 1992 | Wizards & Warriors III: Kuros: Visions of Power     | Nintendo Entertainment System           | Acclaim Entertainment                   | plošinovka           |                                                        | [ 56 ]               |
| 1992 | Danny Sullivan's Indy Heat                          | Nintendo Entertainment System           | Tradewest                               | závodní              | Port                                                   | [ 57 ]               |
| 1992 | R.C. Pro-Am II                                      | Nintendo Entertainment System           | Tradewest                               | závodní              |                                                        | [ 58 ]               |
| 1992 | Championship Pro-Am                                 | Mega Drive                              | Tradewest                               | závodní              |                                                        | [ 59 ]               |
| 1993 | Battletoads & Double Dragon                         | Nintendo Entertainment System, SNES     | Tradewest                               | beat ’em up          |                                                        | [ 60 ] [ 61 ]        |
| 1993 | Battletoads in Battlemaniacs                        | SNES                                    | Tradewest                               | beat ’em up          |                                                        | [ 62 ]               |
| 1993 | Battletoads in Battlemaniacs                        | Sega Master System                      | Virgin Interactive, Tectoy              | beat ’em up          |                                                        | [ 63 ]               |
| 1993 | Battletoads in Ragnarok's World                     | Game Boy                                | Tradewest                               | beat ’em up          |                                                        | [ 64 ]               |
| 1993 | Battletoads / Double Dragon                         | Game Boy, Mega Drive                    | Tradewest                               | beat ’em up          |                                                        | [ 65 ] [ 66 ]        |
| 1993 | X The Ball                                          | arkáda                                  | Capcom                                  | sportovní            |                                                        | [ 67 ]               |
| 1994 | Battletoads Arcade                                  | arkáda                                  | Electronic Arts                         | beat ’em up          |                                                        | [ 68 ]               |
| 1994 | Battletoads Arcade                                  | Amiga CD32                              | Mindscape                               | beat ’em up          |                                                        | [ 69 ]               |
| 1994 | Donkey Kong Country                                 | Game Boy Advance, Game Boy Color, SNES  | Nintendo                                | plošinovka           |                                                        | [ 70 ] [ 71 ] [ 72 ] |
| 1994 | Killer Instinct                                     | arkáda                                  | Midway Games                            | bojová               |                                                        | [ 73 ]               |
| 1994 | Killer Instinct                                     | Gamey Boy, SNES                         | Nintendo                                | bojová               |                                                        | [ 74 ] [ 75 ]        |
| 1995 | Monster Max                                         | Game Boy                                | Titus Software                          | plošinovka           |                                                        | [ 76 ]               |
| 1995 | Donkey Kong Land                                    | Game Boy                                | Nintendo                                | plošinovka           |                                                        | [ 77 ]               |
| 1995 | Donkey Kong Country 2: Diddy's Kong Quest           | Game Boy Advance, SNES                  | Nintendo                                | plošinovka           |                                                        | [ 78 ] [ 79 ]        |
| 1996 | Killer Instinct 2                                   | arkáda                                  | Midway Games                            | bojová               |                                                        | [ 80 ]               |
| 1996 | Ken Griffey Jr.'s Winning Run                       | SNES                                    | Nintendo                                | sportovní            |                                                        | [ 81 ]               |
| 1996 | Donkey Kong Land 2                                  | Game Boy                                | Nintendo                                | plošinovka           |                                                        | [ 82 ]               |
| 1996 | Donkey Kong Country 3: Dixie Kong's Double Trouble! | Game Boy Advance, SNES                  | Nintendo                                | plošinovka           |                                                        | [ 83 ] [ 84 ]        |
| 1996 | Killer Instinct Gold                                | Nintendo 64                             | Nintendo                                | bojová               |                                                        | [ 85 ]               |
| 1997 | Blast Corps                                         | Nintendo 64                             | Nintendo                                | akční                |                                                        | [ 86 ]               |
| 1997 | GoldenEye 007                                       | Nintendo 64                             | Nintendo                                | first-person shooter |                                                        | [ 87 ]               |
| 1997 | Donkey Kong Land III                                | Game Boy                                | Nintendo                                | plošinovka           |                                                        | [ 88 ]               |
| 1997 | Diddy Kong Racing                                   | Nintendo 64                             | Rare                                    | závodní              |                                                        | [ 89 ]               |
| 1998 | Banjo-Kazooie                                       | Nintendo 64                             | Nintendo                                | plošinovka           |                                                        | [ 90 ]               |
| 1999 | Conker's Pocket Tales                               | Game Boy Color                          | Rare                                    | plošinovka           |                                                        | [ 91 ]               |
| 1999 | Jet Force Gemini                                    | Nintendo 64                             | Rare                                    | third-person shooter |                                                        | [ 92 ]               |
| 1999 | Donkey Kong 64                                      | Nintendo 64                             | Nintendo                                | plošinovka           |                                                        | [ 93 ]               |
| 1999 | Mickey's Racing Adventure                           | Game Boy Color                          | Nintendo                                | závodní              |                                                        | [ 94 ]               |
| 2000 | Donkey Kong GB: Dinky Kong & Dixie Kong             | Game Boy Color                          | Nintendo                                | plošinovka           |                                                        | [ 95 ]               |
| 2000 | Perfect Dark                                        | Nintendo 64                             | Rare                                    | first-person shooter |                                                        | [ 96 ]               |
| 2000 | Perfect Dark                                        | Game Boy Color                          | Rare                                    | akční                |                                                        | [ 97 ]               |
| 2000 | Mickey's Speedway USA                               | Game Boy Color, Nintendo 64             | Nintendo                                | závodní              |                                                        | [ 98 ] [ 99 ]        |
| 2000 | Banjo-Tooie                                         | Nintendo 64                             | Nintendo                                | plošinovka           |                                                        | [ 100 ]              |
| 2001 | Conker's Bad Fur Day                                | Nintendo 64                             | Rare, THQ                               | plošinovka           |                                                        | [ 101 ]              |
| 2002 | Star Fox Adventures                                 | Nintendo GameCube                       | Nintendo                                | akční adventura      |                                                        | [ 102 ]              |
| 2003 | Banjo-Kazooie: Grunty's Revenge                     | Game Boy Advance                        | THQ                                     | plošinovka           |                                                        | [ 103 ]              |
| 2003 | Grabbed by the Ghoulies                             | Xbox                                    | Microsoft Game Studios                  | beat ’em up          |                                                        | [ 104 ]              |
| 2004 | Sabre Wulf                                          | Game Boy Advance                        | THQ                                     | plošinovka           |                                                        | [ 105 ]              |
| 2005 | Banjo-Pilot                                         | Game Boy Advance                        | THQ                                     | závodní              |                                                        | [ 106 ]              |
| 2005 | It's Mr. Pants                                      | Game Boy Advance                        | THQ                                     | logická              |                                                        | [ 107 ]              |
| 2005 | It's Mr. Pants                                      | mobilní telefony                        | In-Fusio                                | logická              |                                                        | [ 108 ]              |
| 2005 | Conker: Live & Reloaded                             | Xbox                                    | Microsoft Game Studios                  | plošinovka           |                                                        | [ 109 ]              |
| 2005 | Kameo: Elements of Power                            | Xbox 360                                | Microsoft Game Studios                  | akční adventura      |                                                        | [ 110 ]              |
| 2005 | Perfect Dark Zero                                   | Xbox 360                                | Microsoft Game Studios                  | first-person shooter |                                                        | [ 111 ]              |
| 2006 | Viva Piñata                                         | Microsoft Windows, Xbox 360             | Microsoft Game Studios                  | simulátor života     |                                                        | [ 112 ]              |
| 2007 | Diddy Kong Racing DS                                | Nintendo DS                             | Nintendo                                | závodní              |                                                        | [ 113 ]              |
| 2007 | Jetpac Refuelled                                    | Xbox 360                                | Microsoft Game Studios                  | střílečka            |                                                        | [ 114 ]              |
| 2008 | Viva Piñata: Trouble in Paradise                    | Xbox 360                                | Microsoft Game Studios                  | simulátor života     |                                                        | [ 115 ]              |
| 2008 | Viva Piñata: Pocket Paradise                        | Nintendo DS                             | THQ                                     | simulátor života     |                                                        | [ 116 ]              |
| 2008 | Banjo-Kazooie: Nuts & Bolts                         | Xbox 360                                | Microsoft Game Studios                  | plošinovka           |                                                        | [ 117 ]              |
| 2010 | Kinect Sports                                       | Xbox 360                                | Microsoft Game Studios                  | sportovní            |                                                        | [ 118 ]              |
| 2011 | Kinect Sports: Season Two                           | Xbox 360                                | Microsoft Studios                       | sportovní            |                                                        | [ 119 ]              |
| 2013 | Killer Instinct                                     | Microsoft Windows, Xbox One             | Microsoft Studios                       | bojová               | Není v titulcích                                       | [ 120 ]              |
| 2014 | Kinect Sports Rivals                                | Xbox One                                | Microsoft Studios                       | sportovní            |                                                        | [ 121 ]              |
| 2015 | Rare Replay                                         | Xbox One                                | Microsoft Studios                       |                      | Kompilace 30 videoher                                  | [ 122 ]              |
| 2018 | Sea of Thieves                                      | Microsoft Windows, Xbox One             | Microsoft Studios                       | adventura            |                                                        | [ 123 ]              |
| 2020 | Battletoads                                         | Microsoft Windows, Xbox One             | Xbox Game Studios                       | beat ’em up          |                                                        | [ 124 ]              |
| tba  | Everwild                                            | Microsoft Windows, Xbox Series X/S      | Xbox Game Studios                       | adventura            |                                                        |                      |